# Dare Iz a Darkside
Dare Iz a Darkside é o segundo álbum de estúdio de Redman, lançado em 22 Novembro de 1994 pela Def Jam Recordings.
O álbum chegou a décima terceira posição da Billboard 200. Em Janeiro de 1995, foi certificado como disco de ouro pela RIAA, com mais de 562.593 cópias vendidas nos Estados Unidos.

## Lançamento e recepção
| Críticas profissionais | Críticas profissionais |
| Avaliações da crítica  | Avaliações da crítica  |
| Fonte                  | Avaliação              |
| ---------------------- | ---------------------- |
| Allmusic               | [ 2 ]                  |
| Q                      | [ 3 ]                  |
| RapReviews             | (9/10)                 |
| Rolling Stone          | [ 5 ]                  |
| The Source             | [ 6 ]                  |
| Sputnikmusic           | [ 7 ]                  |

O álbum chegou ao número treze nos gráficos da Billboard 200, e chegou ao topo da Top R&B/Hip-Hop Albums. Em 27 de Janeiro de 1995, foi certificado como ouro nos EUA.
Jason Birchmeier do Allmusic deu ao álbum uma crítica mista, notando que o produtor Erick Sermon, que fez grande parte da produção, "não está a altura dos seus padrões habituais aqui." Birchmeier também notou que a personalidade excêntrica de Redman em Darkside em particular pode ter alienado os fãs de seus primeiros trabalhos com o EPMD.

## Lista de faixas
| #  | Título                         | Compositores                                                                 | Produtor(es)                             | Cantor(es)                         |
| -- | ------------------------------ | ---------------------------------------------------------------------------- | ---------------------------------------- | ---------------------------------- |
| 1  | "Dr. Trevis"                   | R. Noble                                                                     | Reggie Noble                             | *Interlude*                        |
| 2  | "Bobyahed2dis"                 | R. Noble, D. Stinson, G.M. Shider, D.L. Spradley, G. Clinton Jr., J. Stewart | Reggie Noble, Rockwilder                 | Redman                             |
| 3  | "Journey Throo da Darkside"    | R. Noble, E. Sermon, N. Whitfield                                            | Reggie Noble, Erick Sermon (co-produtor) | Redman                             |
| 4  | "Da Journee"                   | R. Noble                                                                     | Reggie Noble                             | Redman                             |
| 5  | "A Million and 1 Buddah Spots" | R. Noble, E. Sermon                                                          | Erick Sermon, Reggie Noble (co-produtor) | Redman                             |
| 6  | "Noorotic"                     | R. Noble                                                                     | Rockwilder, Reggie Noble (co-produtor)   | Redman                             |
| 7  | "Boodah Session"               | R. Noble                                                                     | Reggie Noble                             | *Interlude*                        |
| 8  | "Cosmic Slop"                  | R. Noble, E. Sermon, K. Murray                                               | Erick Sermon, Reggie Noble (co-produtor) | Erick Sermon, Keith Murray, Redman |
| 9  | "Rockafella (R.I.P.)"          | R. Noble, E. Sermon                                                          |                                          | Rockafella                         |
| 10 | "Rockafella"                   | R. Noble, G. Clinton Jr., W. Collins, B.J. Worrell, L. Haywood,              | Reggie Noble                             | Redman                             |
| 11 | "Green Island"                 | R. Noble, A. Stillman, R.A. Anderson                                         | Reggie Noble                             | Redman                             |
| 12 | "Basically"                    | R. Noble                                                                     | Reggie Noble                             | Redman                             |
| 13 | "Can't Wait"                   | R. Noble, E. Sermon, R. James, M. Hall, A. Hardy, B. James                   | Erick Sermon, Reggie Noble (co-produtor) | Redman                             |
| 14 | "Winicumuhround"               | R. Noble, E. Sermon, G. Clinton Jr., G. Shider, D.L. Spradley                | Erick Sermon, Reggie Noble (co-produtor) | Redman                             |
| 15 | "Wuditlookllike"               | R. Noble                                                                     | Reggie Noble                             | Redman                             |
| 16 | "Slide and Rock On"            | R. Noble, V. Mason, G. Shider, D.L. Spradley, G. Clinton Jr., R. Telson.     | Reggie Noble                             | Redman                             |
| 17 | "Sooperman Luva II"            | R. Noble, J. Watson, A. Stewart, R. Row, T. Gating                           | Reggie Noble, Rockwilder (co-produtor)   | Redman                             |
| 18 | "We Run N.Y."                  | R. Noble, G. Rodriguez, E. Burdon, J. Lomax, B. Chandler, L. Parker          | Reggie Noble                             | Hurricane G., Redman               |
| 19 | "Dr. Trevis (Signs Off)"       | R. Noble                                                                     | Reggie Noble                             | Redman                             |
| 20 | "Tonight's da Night (Remix)"   | R. Noble                                                                     | Erick Sermon                             | Redman                             |

## Samples
Bobyahed2dis
- "Atomic Dog" by George Clinton

Journey Throo da Darkside
- "Spaced Out" by Undisputed Truth

Cosmic Slop
- "Funky Worm" by Ohio Players

Rockafella
- "I Wanna Do Something Freaky to You" by Leon Haywood
- "Flashlight" by Parliament

Green Island
- "The Cockeyed Mayor of Kauna Kakai" by Mauna Loa Island

Can't Wait
- "All Night Long" by Mary Jane Girls
- "Caribbean Nights" by Bob James
- "Just Rhymin' With Biz" by Biz Markie and Big Daddy Kane

Winicumuhround
- "Atomic Dog" by George Clinton

Slide and Rock On
- "Atomic Dog" by GGeorge Clinton
- "Bounce, Rock, Skate, Roll" by Vaughn Mason & Crew
- "Dyin' To Be Dancing" by Empress

Sooperman Luva II
- "Superman Lover (Intro)" by Johnny "Guitar" Watson
- "I Wanna Ta Ta You Baby" by Johnny "Guitar" Watson

We Run N.Y.
- "Sounds Of The Police" by KRS-One

## Faixas não usadas
- Where Am I (Usada na trilha sonora de New Jersey Drive)
- Rockafella (Remix)

## Histórico nas paradas

### Álbum
| Parada (1994)      | Posição topo |
| ------------------ | ------------ |
| U.S. Billboard 200 | 13           |
| U.S. R&B Albums    | 1            |

### Singles
| Ano  | Single       | Posição topo           | Posição topo                            | Posição topo                          | Posição topo         |
| Ano  | Single       | U.S. Billboard Hot 100 | U.S. Hot Dance Music/Maxi-Singles Sales | U.S. Hot R&B/Hip-Hop Singles & Tracks | U.S. Hot Rap Singles |
| ---- | ------------ | ---------------------- | --------------------------------------- | ------------------------------------- | -------------------- |
| 1994 | "Rockafella" | —                      | 3                                       | 62                                    | 10                   |
| 1995 | "Can't Wait" | 94                     | 5                                       | 61                                    | 11                   |

"—" significa lançamentos que não pontuaram.